# Rob (Fernsehserie)
Rob ist eine US-amerikanische Sitcom, die vom 12. Januar bis zum 1. März 2012 bei dem US-Fernsehsender CBS ausgestrahlt wurde. Produziert wurde die Serie von The Tannenbaum Company.
Am 13. Mai 2012 wurde die Serie von CBS für keine zweite Staffel verlängert.

## Inhalt
Die Serie beschreibt das Leben des Langzeitjunggesellen Rob, (Rob Schneider) der in eine mexikanische Familie einheiratet. Rob, der sein Leben lang gerne allein gelebt hat und bei Menschen eher auf Abstand gegangen ist, lernt eines Tages eine Frau namens Maggie kennen, die ihn nach kurzer Zeit heiratet. Nun muss Rob seine neuen mexikanischen Schwiegereltern kennenlernen, deren Lebensstil sich sehr von seinem unterscheidet. Rob versucht sich bei seiner neuen Familie als perfekter Schwiegersohn zu beweisen, allerdings stellt sich dies für ihn als schwieriger heraus als zunächst angenommen.

## Besetzung
Aktuelle Hauptbesetzung
| Rolle    | Schauspieler     | Staffel        |
| -------- | ---------------- | -------------- |
| Rob      | Rob Schneider    | 1, acht Folgen |
| Maggie   | Claudia Bassols  | 1, acht Folgen |
| Fernando | Cheech Marin     | 1, acht Folgen |
| Rosa     | Diana Maria Riva | 1, acht Folgen |
| Abuelita | Lupe Ontiveros   | 1, acht Folgen |
| Hector   | Eugenio Derbez   | 1, acht Folgen |
| Pepe     | Ricky Rico       | 1, drei Folgen |

## Produktion und Ausstrahlung
Die erste Staffel wurde von dem 12. Januar 2012 bis zum 1. März 2012 auf CBS ausgestrahlt. CBS hat vorerst nur eine Staffel mit 8 Episoden der Comedyserie bestellt. Die Ausführenden Produzenten der Serie sind Rob Schneider, Lew Morton sowie Eric Tannenbaum und Kim Tannenbaum.
Die acht ausgestrahlten Episoden erreichten im durchschnittlich elf Millionen Zuschauer, was zu einem Zielgruppenrating von 3,3 Prozent führte.

### International
Am 19. Januar 2012 feierte die Serie in Kanada auf dem Kanal Global, direkt im Anschluss an The Office seine Premiere.

## Episodenliste

### Staffel 1
| Nr. (ges.) | Nr. (St.) | Deutscher Titel | Originaltitel      | Erstausstrahlung USA | Deutschsprachige Erstausstrahlung (-) | Regie            | Drehbuch                    | Zuschauer (USA) |
| ---------- | --------- | --------------- | ------------------ | -------------------- | ------------------------------------- | ---------------- | --------------------------- | --------------- |
| 1          | 1         | —               | Pilot              | 12. Jan. 2012        | —                                     | James Widdoes    | Lew Morton & Rob Schneider  | 13,47 Mio.      |
| 2          | 2         | —               | Second Wedding     | 19. Jan. 2012        | —                                     | Andrew Weyman    | Phoef Sutton                | 11,41 Mio.      |
| 3          | 3         | —               | The Pillow         | 26. Jan. 2012        | —                                     | James Widdoes    | Chris Kelly                 | 11,50 Mio.      |
| 4          | 4         | —               | Family Secrets     | 2. Feb. 2012         | —                                     | Mark Cendrowski  | Michael Glouberman          | 11,06 Mio.      |
| 5          | 5         | —               | Rob Learns Spanish | 9. Feb. 2012         | —                                     | John Whitesell   | Danny Jacobson & Norma Vela | 10,74 Mio.      |
| 6          | 6         | —               | The Baby Bug       | 16. Feb. 2012        | —                                     | Andrew D. Weyman | Danny Jacobson & Norma Vela | 10,65 Mio.      |
| 7          | 7         | —               | Romantic Weekend   | 23. Feb. 2012        | —                                     | Andrew D. Weyman | Joe Furey                   | 10,33 Mio.      |
| 8          | 8         | —               | Dad Comes to Visit | 1. März 2012         | —                                     | Andrew D. Weyman | Laura Valdivia              | 8,99 Mio.       |